# Rauchiwka
Rauchiwka (ukrainisch Раухівка; russisch Рауховка/Rauchowka) ist eine Siedlung städtischen Typs im Süden der Ukraine, etwa 8 Kilometer südwestlich der Rajonshauptstadt Beresiwka und etwa 77 Kilometer nördlich der Oblasthauptstadt Odessa entfernt.
Der Ort hat seit 1998 den Status einer Siedlung städtischen Typs, er entstand als Wohnsiedlung für die Bediensteten des westlich gelegenen Militärflugplatzes. Die daraus entstandene Militärgarnison Beresiwka-2 wurde dann 1998 aufgelöst.
Bis 1997 wurde der Ort durch eine Verbindungsbahn der Bahnstrecke Myhajewe–Rauchiwka tangiert, die Bahnstrecke Bachmatsch–Odessa hat im Ort einen Bahnhof.

## Verwaltungsgliederung
Am 12. Juni 2020  wurde die Siedlung zum Zentrum der neugegründeten Siedlungsgemeinde Rauchiwka (Раухівська селищна громад/Rauchiwska selyschtschna hromada). Zu dieser zählten auch noch die 11 in der untenstehenden Tabelle aufgelistetenen Dörfer, bis dahin bildete sie die gleichnamige Siedlungsratsgemeinde Rauchiwka (Раухівська селищна рада/Rauchiwska selyschtschna rada) im Zentrum des Rajons Beresiwka.
Folgende Orte sind neben dem Hauptort Rauchiwka Teil der Gemeinde:
| Name                     | Name           | Name                            |
| ukrainisch transkribiert | ukrainisch     | russisch                        |
| ------------------------ | -------------- | ------------------------------- |
| Balajtschuk              | Балайчук       | Балайчук                        |
| Marynowe                 | Маринове       | Мариново (Marinowe)             |
| Nowopodilske             | Новоподільське | Новоподольское (Nowopodolskoje) |
| Nowoseliwka              | Новоселівка    | Новосёловка (Nowosjolowka)      |
| Sawodiwka                | Заводівка      | Заводовка (Sawodowka)           |
| Sbroschkiwka             | Зброжківка     | Зброжковка (Sbroschkowka)       |
| Schewtschenkowe          | Шевченкове     | Шевченково (Schewtschenkowo)    |
| Tschyhyryn               | Чигирин        | Чигирин (Tschigirin)            |
| Tschyschowe              | Чижове         | Чижево (Tschischewo)            |
| Wynohrad                 | Виноград       | Виноград (Winograd)             |